# Gestreepte scheermesvis
De gestreepte scheermesvis (Aeoliscus strigatus) is een straalvinnige vissensoort uit de familie van snipmesvissen (Centriscidae). De wetenschappelijke naam van de soort is, als Amphisile strigata, voor het eerst geldig gepubliceerd in 1861 door Günther.

## Kenmerken
Deze slanke vis heeft een sterk verlengde snuit. Over het lichaam, dat overigens geheel is omgeven door een doorschijnend pantser, loopt een bruine streep met hier en daar vlekjes. Slechts onder de staart is geen bepantsering, vanwege de beweging van dit lichaamsdeel. De buik is bijna scheermesachtig, vandaar ook de naam. De lichaamslengte bedraagt maximaal 15 cm.

## Leefwijze
Het voedsel van deze schoolvissen bestaat in hoofdzaak uit kleine kreeftachtigen, die zich bevinden tussen de koraaltakken en de stekels van zee-egels. Ze zwemmen en jagen meestal verticaal, met de kop neerwaarts gericht.

## Verspreiding en leefgebied
Deze soort komt voor in de westelijke Grote Oceaan.

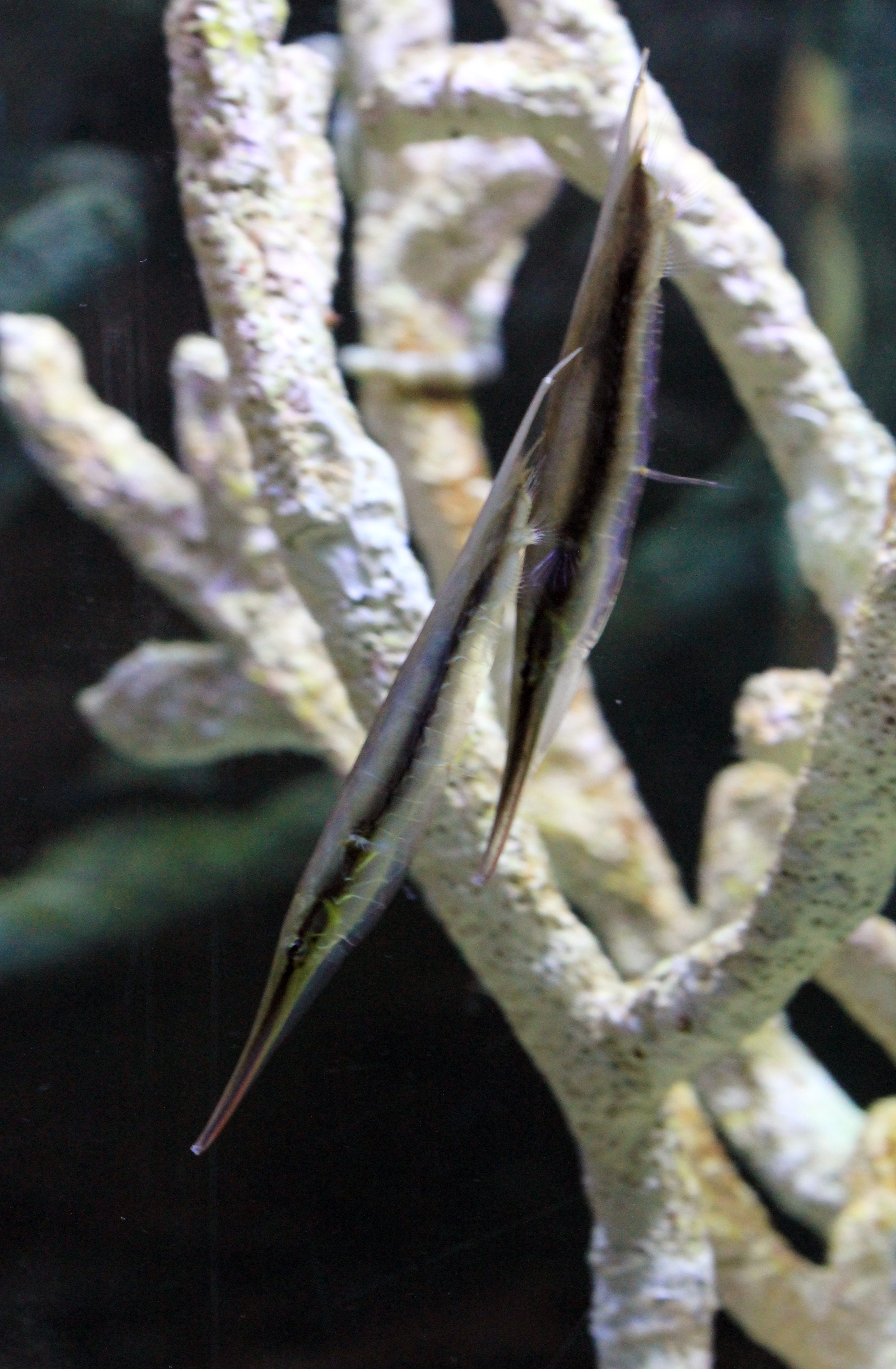
In Prague sea aquarium